# Sam Baine
Sam Baine (vr.) is een Britse toetsenist uit de omgeving van Burley. Zij was betrokken bij de muziekgroep Parallel or 90 Degrees en diens opvolger The Tangent, waar zij keyboard, piano en enige zang voor haar rekening nam. Ze was een tijdje de verkering van Andy Tillison, min of meer leider van beide bands. Toen hun relatie ophield verdween ze uit The Tangent.